# Your True Love
Your True Love är en singel av den amerikanska rockabilly- och rock & rollsångaren Carl Perkins, utgiven den 24 februari 1957. Sången är inspelad den 4 december 1956 vid Sun Studio i Memphis, Tennessee och på A-sidan återfinns "Matchbox".
1998 spelade George Harrison sången vid Carl Perkins begravning.

## Medverkande
- Carl Perkins – sång, sologitarr
- Jerry Lee Lewis – piano
- Jay Perkins – akustisk kompgitarr
- Clayton Perkins – basgitarr
- W.S. Holland – trummor

### Övriga medverkande
- Sam Phillips – producent

## Coverversioner
- Ricky Nelson på albumet Ricky, 1957.
- Jumpin' Gene Simmons, 1961.
- The Beatles vid inspelningarna av albumet Let It Be den 3 januari 1969.[3]
- The Refreshments, 2011.